# Kapellepôle
De Kapellepôle is een natuurgebied van 7 hectare in de gemeente Opsterland, ten zuiden van Wijnjewoude aan de Jan Hofswyk.
Het natuurgebied met heide en bos ligt te midden van weilanden. Ongeveer de helft van de Kapellepôle bestaat uit heide, de rest is bos. Het vrij toegankelijke gebied wordt beheerd door It Fryske Gea die het gebied na de oorlog aankocht. De naam verwijst naar de Middeleeuwse Bonifaciuskapel die hier op een hoge zandkop in het hoogveen stond.
Langs de Kapellepôle loopt het tracé van de voormalige trambaan van de lijn Oosterwolde – Driehoek Lippenhuizen die hier tussen 1911-1948 reed. Bij de aanleg van de aardenbaan werd nabijgelegen zand gebruikt. De ontstane natte laagten zijn later bebost geraakt. In 1943, tijdens de Tweede Wereldoorlog werd de tramlijn bij Kapellepolle opgeblazen door het het verzet. De vuurzee dat dat veroorzaakte zorgde voor dikke rookwolken en het spoor was daarna maandenlang onbruikbaar. 

## Oude vermeldingen
De plek komt voor op oude kaarten. Het wordt tevens vermeld in het Dekema-archief in een aantekening uit 1565 waarbij onder Hoornsterzwaag een aantal landerijen wordt vermeld met de aantekening: nog opt noord van desen plecht bonifacity cabelle in t feen te staen. In datzelfde archief bevindt zich een koopbrief van eigendommen in Hoornsterzwaag uit het jaar 1552, die gelegen zijn van den alleroudsten leidijk naast de akkerseinden, welke men in voortijden placht te gaan naar St.Bonifaciuskapel. Dit pad zal onegeveer gelegen hebben waar de "Kapellewei" loopt. Op de kaart van Schotanus/Halma uit 1718 staat de Bonifacius Capelle nog aangegeven en wel ten noorden van de Feenscheidende Greppel tusschen Opsterland en Schoterland 1716 gemaakt.
Aeltsjemar
· De Alde Feanen
· Bakkeveense Duinen
· Bancopolder
· Bekhofschaans
· Bjirmen
· Blauhúster Puollen
· Bocht fan Molkwar
· Botmar
· Bouwepet
· Buismans Einekoai
· Bûtenfjild
· Van Coehoornbosk
· Delleboersterheide
· Diakonieveen
· Dobbe Stienser Aldlân
· Dobben Hurdegarypsterwarren
· Dunegeaster- en Follegeasterpolder
· Dyksfearten
· Eanjumerkolken
· Easterskar
· Einekoai Piaam
· Einekoaien Lytse Geast
· De Fluezen
· Grikelân en Turkije
· Grutte Wielen
· Heide Hulstreed
· De Hon
· Huitebuersterbûtenpolder
· Joodse begraafplaats Tacozijl
· Joodse begraafplaats Noordwolde
· Kapellepôle
· Ketelermar
· Ketliker Skar
· Kobbelân
· Lendebos
· Lindevallei
· Liphústerheide
· Makkumersúdmar
· Makkumerwaarden
· Mandefjild
· Martenastate
· Meulebos
· Meulereed
· Mokkebank
· Mûntsebuorsterpolder
· Noard-Fryslân Bûtendyks
· 't Oerd
· Ottema Wiersma reservaat
· Park Huize Olterterp
· Park Jongemastate
· Peazemerlannen
· Petgatten De Feanhoop
· Polders Koarnwert
· Ringwiel
· Rysterbosk
· De Ryp
· Schaopedobbe
· Séfonsterpolder
· Sippen-finnen
· Skiedingsboskje
· Slachtedyk
· Steile Bank
· Stokersdobbe
· Sudermarpolder
· Syp Set
· Taconisbosk
· Tsjongerwâlen
· Teroelster Sipen
· Unlân fan Jelsma
· Van Asperen einekoaien
· Warkumermar
· Warkumerwaard
· 't West
· Wilhelmina-oard
· Ychtenerfeanpolder